# Мейнут (станция)
Мейнут — железнодорожная станция, повторно открытая в 1981 году и обеспечивающая транспортной связью одноимённый посёлок в графстве Килдэр, Республика Ирландия. Станция располагается на южном берегу Роял-Кэнел, напротив Дюкс-Харбор.